# Rahmenzither
Eine Rahmenzither (englisch frame zither), bekannt als Kru-Harfe (englisch Kru harp), ist ein einfaches und seltenes Saiteninstrument, das nur an der westafrikanischen Küste zwischen Guinea und der Elfenbeinküste vorkommt und seinen historischen Namen von den hauptsächlich in Liberia lebenden Kru erhielt. Die Rahmenzithern sind in der Hornbostel-Sachs-Systematik als Untergruppe (316) der Zithern (31) klassifiziert. „Harfe“ gehört zur historischen Bezeichnung und ist keine instrumentenkundliche Klassifizierung. Die fünf bis zehn Saiten der Rahmenzithern sind frei zwischen einem Saitenträger aus einer Astgabel, aus einem von drei Stäben gebildeten Dreieck oder einem halbkreisförmig gebogenen Stab gespannt und werden durch die Verbindung mit einem Resonanzkörper aus einer Kalebassenhalbschale verstärkt. Einige der regionalsprachlichen Namen sind bagida, kani, gambareh, oba, koning, koningei, toa, do und djourou.

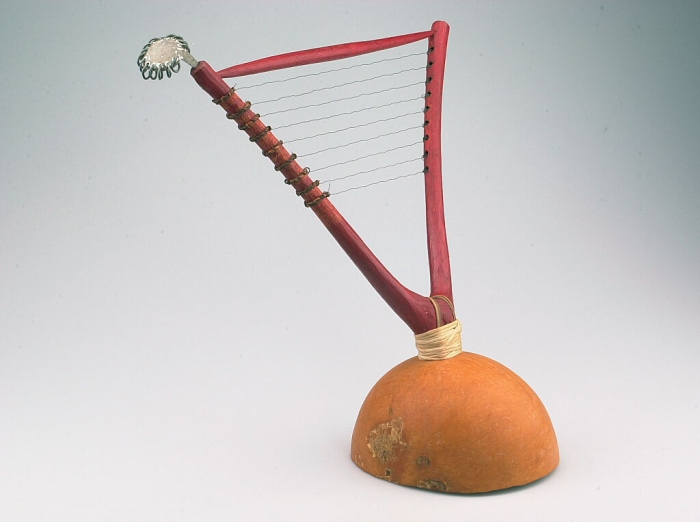
Rahmenzither bagida der Kru in Liberia. Dreieckige Form aus einer Astgabel mit Kalebasse und Rasselblech

## Herkunft

### Zithern
Die einfachste Form einer Zither ist eine zwischen zwei in den Boden gesteckten Pfosten gespannte Pflanzenfaser als Saite. Um die Schwingungen der Saite hörbar zu machen, ist in der Mitte eine Grube ausgehoben und mit einer Membran überdeckt. Eine Verbindung durch eine Schnur oder einen Stab von der Mitte der Saite zur Membran überträgt bei dieser Erdzither die Schwingungen auf den Resonanzraum im Boden. Eine andere Konstruktion eines aus einem elastischen Saitenträger und einem Erdloch bestehenden Saiteninstruments ist der Erdbogen. Leicht und transportabel ist hingegen der elastische Saitenträger beim mit dem Mund verstärkten Mundbogen. Soll bei einem einsaitigen Kalebassen-Musikbogen mit einem aus einer Kalebasse bestehenden Resonanzkörper die Saitenzahl erhöht werden, ergibt sich als naheliegendste Erweiterung des Musikbogens die Rahmenzither.
Laut Curt Sachs’ (1940) hypothetischem Schichtenmodell zur vorgeschichtlichen Entwicklung der Musikinstrumente gab es im ältesten paläolithischen Stratum nur Rasseln, Schrapinstrumente, Schwirrhölzer und Eintonflöten, aber weder Trommeln noch Saiteninstrumente. Die ersten Saiteninstrumente im nachfolgenden mittleren Stratum waren demnach Erdharfe, Erdzither und Musikbogen. Je weiter ein Musikinstrument über mehrere Kontinente verbreitet und je einfacher es ist, desto älter ist es nach diesem Modell. Das regional begrenzte Vorkommen der Rahmenzithern spricht für eine jüngere Entstehung und ihre Form fügt sich in die Entwicklungslinie Mundbogen – Musikbogen, der auf einen am Boden liegenden Resonator gelegt wird – Kalebassen-Musikbogen, bei dem der Resonator am Saitenträger festgebunden ist – mehrere Saiten in Verbindung mit einem Resonanzkörper.
Bei der nur in Afrika südlich der Sahara vorkommenden Gruppe der Pluriarc (Bogenlauten) sind mehrere, vom Musikbogen übernommene elastische Saitenträger mit einem Resonanzkörper verbunden, sodass ein mehrsaitiges Instrument entsteht, das in der Hornbostel-Sachs-Systematik den Lauten zugeordnet wird, weil die Saiten zumindest teilweise parallel zur Resonanzdecke verlaufen. Von den elastischen Saitenträgern unterscheidet Erich Moritz von Hornbostel (1933) grundsätzlich die von den Musikstäben, also Stabzithern mit einem festen Saitenträger ausgehenden Entwicklungen wie Stabzithern mit Kalebassenresonator (zeze in Ostafrika) und Röhrenzithern (Bambusröhrenzither valiha in Madagaskar), aus deren paralleler Anordnung mehrsaitige Floßzithern, Brettzithern (bangwe in Malawi) und Trogzithern (inanga in Ostafrika) hervorgegangen sind.

### Adungu
Eine Vorstufe in der Entwicklung vom einsaitigen Musikbogen zu einer Rahmenzither mit festem Rahmen stellt der mehrsaitige Musikbogen – oder die elastische Rahmenzither – adungu der Acholi im Norden Ugandas dar, der aus einem U-förmig gebogenen Saitenträger besteht. Die zwischen beiden Seiten in der Form eines Z gespannte Schnur bildet drei unterschiedlich lange Saiten. Der Stab eines Exemplars ist 85 Zentimeter lang. Die leisen Töne der adungu werden verstärkt, wenn die Mitte des Saitenträgers auf eine umgedrehte Kalebassenhalbschale gestellt wird. Die adungu wird nur von Frauen gespielt, die den Resonator in ihren Schoß legen. Die Musikerin kann die Saite an einer beliebigen Stelle mit dem Finger, einem Stab oder einer Münze berühren, um einen höheren Ton als den Grundton zu erzeugen. Ursprünglich nur solistisch gespielt wird die adungu seit den 1970er Jahren auch in einem Ensemble mit dreitönigen Akkorden zur Gesangsbegleitung verwendet und hierfür in drei bis vier Größen mit bis zu 2 Metern Stablänge hergestellt. Adungu heißt bei den Alur im Nordwesten von Uganda und in der Demokratischen Republik Kongo auch eine sieben- bis neunsaitige Bogenharfe. Ein anderer bantusprachiger Name für dieses Saiteninstrument bei den Alur ist adingilii, eine wahrscheinlich lautmalerische Parallele zum kameruner Lamellophon timbili
Ein ähnlicher halbkreisförmiger Musikbogen ist der dreisaitige ekidongo der Ankole im Südwesten von Uganda. Er wird zur Resonanzverstärkung auf eine umgedrehte, am Boden liegende Blechschale (Kochtopf) gesetzt. Die beiden inneren, kürzeren Saiten zupft der Musiker leer, während er die obere Saite an zwei Stellen an einem Ende mit dem Kinn verkürzt. Ohne Resonanzkörper, nur mit dem Mund verstärkt, spielen die Hamar in Südwestäthiopien einen zweifach nach einer Seite gegabelten Zweig, dessen drei Enden durch jeweils eine Saite aufgebogen werden.

### Kipokandet

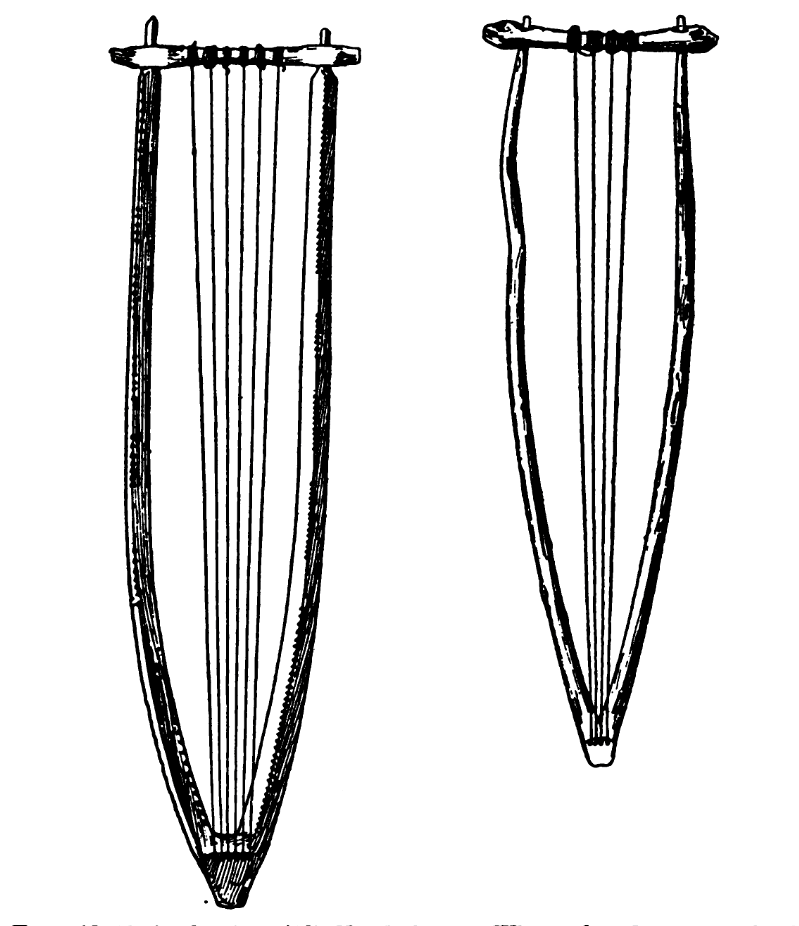
Links kipokandet mit fünf Saiten der Nandi, rechts chepkesem mit vier Saiten der Kipsigis in Kenia. Abbildung von 1909

Aus Ostafrika sind zwei weitere seltene Saiteninstrumente bekannt, von denen eines als Mischform von Rahmenzither und mehrsaitigem Musikbogen betrachtet werden kann. Dieses Saiteninstrument, von dem Ulrich Wegner (1984) keinen Namen angibt, besteht aus einem fast vollständig zu einem Kreis gebogenen Stab. Eine Saitenschnur wird nicht wie beim mehrsaitigen Musikbogen adungu quer zwischen den beiden Stabhälften, sondern drei oder vier Mal rechtwinklig dazu zwischen der Stabmitte und den beiden Enden verknotet. Als Resonanzkörper dient eine unverbundene Kalebasse. Es wird von Frauen der zu den Nuba gezählten Masakit in den Nuba-Bergen (Region Kurdufan) im Sudan gespielt.
Werden die beiden Enden einer U-förmigen Astgabelung durch eine Querstange verbunden und die Saiten wie beim Nuba-Instrument längs bis zur Querstange geführt, so ergibt sich die Konstruktion einer Leier ohne Resonanzkörper. Diese Mischform aus Rahmenzither und einer ostafrikanischen Leier wie der litungu im Westen Kenias oder der tom im Südsudan heißt bei den hauptsächlich im westkenianischen Nandi County lebenden Nandi kipokandet. Ein Exemplar der kipokandet mit fünf Saiten aus gedrehten Pflanzenfasern, das 1907 im Berliner Völkerkundemuseum archiviert wurde, ist 77 Zentimeter lang und 32 Zentimeter breit.
Ulrich Wegner (1984) klassifiziert die kipokandet als „Sonderform der Rahmenzither“, in die Literatur ist sie jedoch als Nandi lyre („Nandi-Leier“) eingegangen. Die an beiden Seiten durchbohrte und auf die Enden der Astgabel gesteckte Querstange entspricht konstruktiv der Jochstange einer ostafrikanischen Leier und ist – neben der Anordnung der Saiten – das wesentliche Unterscheidungsmerkmal von den westafrikanischen Rahmenzithern. Vom Ansatz der Astgabel bis zur Querstange sind fünf annähernd parallele Saiten traditionell aus gedrehter Pflanzenfaser gespannt. Eine sechste Saite daneben ist nicht gestimmt und wird nicht gezupft; sie dient als Ersatz, falls eine andere Saite reißt. Von der Leier stammt auch ein kleines Holzstück, das manchmal am unteren Ende wie ein Steg unter die Saiten geschoben wird. Im Unterschied zu den typischen Leiern fehlt ein integrierter Resonanzkörper.

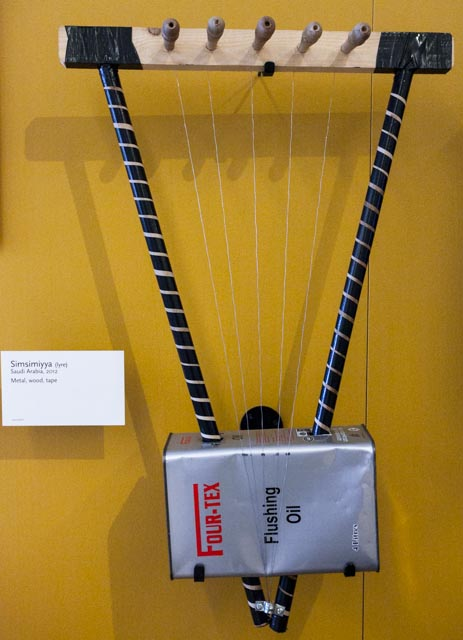
Anstatt mit der unteren Spitze zur Klangverstärkung auf einen Blechkanister aufgesetzt, ist bei dieser echten arabischen Leier simsimiyya der Blechkanister-Resonator integriert.

Eine ähnliche Zither/Leier oder „Rahmenleier mit externem Resonator“ ist die chepkesem (auch chepkeser) der Kipsigis in Kenia mit vier (oder fünf) Saiten. Laut Ulrich Wegner (1984) spielten nur noch alte Männer dieses Instrument, indem sie den Resonator provisorisch durch am Boden zusammengefaltete Hautdecken ersetzten, auf den sie die untere Spitze des Rahmens stellten. Zeitgemäßer und für diesen Zweck geeigneter ist ein Blechkanister. Nach dem alten Namen der Kipsigis wurde dieses Saiteninstrument früher auch Lumbwa lyre genannt.

### Resonator

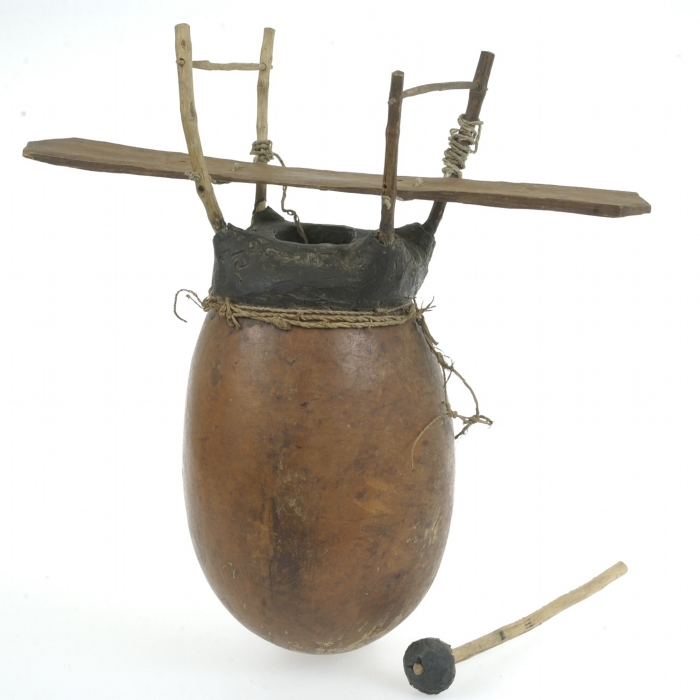
Ein-Ton-Xylophon idimba der Lunda in Sambia, dessen Platte zur Klangverstärkung über der Öffnung einer Kalebasse befestigt ist. Tropenmuseum, Amsterdam.

Zu den afrikanischen Saiteninstrumente ohne eigenen Resonator, die lediglich beim Spiel zur Klangverstärkung mit einer geeigneten Schale oder einem geschlossenen Körper in Kontakt gebracht werden, gehören außer manchen Rahmenzithern und Musikbögen (ekidongo in Uganda) auch einige Musikstäbe und Brettzithern. Die Brettzither bangwe in Malawi wird zu diesem Zweck über die Öffnung eines aufgeschnittenen Ölkanisters gehalten, wie dies üblicherweise bei afrikanischen Xylophonen und Lamellophonen geschieht.
Bei ostafrikanischen Trogzithern oder Schalenzithern wie der inanga in Ruanda und der ligombo der Hehe in Tansania ist die hölzerne Schale zugleich Resonanzkörper und Saitenträger, manche Typen werden zusätzlich auf die Öffnung einer Kalebasse gelegt oder darauf festgebunden. Bei einem ligombo-Typ wird der rinnenförmig ausgehöhlte Saitenträger entweder auf eine Kalebassenhalbschale aufgelegt oder diese wird zwischen den Saiten und dem Träger eingeklemmt. Die Sandawe legen ein Ende ihrer Zither tloto auf eine umgedrehte Kalebasse und die Hima legen ihre enanga mpima über eine Waschschüssel aus Holz oder Metall.

### Hallstattzeit
In Zentraleuropa sind aus der eisenzeitlichen Hallstattkultur (800–450 v. Chr.) Abbildungen von Saiteninstrumenten auf Keramiktöpfen und Bronzegefäßen (Situla) überliefert, die als Rahmenzithern, Kastenzithern oder Leiern interpretiert werden. Die Strichzeichnungen zeigen zum einen mehrere Typen von Leiern, von denen eine symmetrische, eher kantige Form als „Hallstatt-Phorminx“ und eine asymmetrische Form mit einem geschweiften Joch als „Situlen-Leier“ bezeichnet wird. Andere Darstellungen, auf denen kein Resonanzkörper, sondern nur ein einfacher rechteckiger Rahmen mit parallelen Saiten erkennbar ist, wurden als „Rahmenzither“ oder „Harfe“ klassifiziert (fälschlich auch als „Rahmenleier“). Beate Maria Pomberger (2020) vermutet jedoch, dass es sich dennoch um Leiern gehandelt haben dürfte, deren nicht eingezeichneter Resonanzkasten bis etwa zur Mitte des dargestellten Rechtecks reichte.
Francis Galpin zieht in seinem Werk über frühe mesopotamische Musikinstrumente von 1937 eine Verbindung von sumerischen Bogenharfen über altägyptische bis zu den heutigen ostafrikanischen Bogenharfen, die in einfacherer und kleinerer Form Nachfahren der in der ägyptischen Hochkultur abgebildeten Instrumente seien. Mit nilotischen Völkern seien sie den Nil aufwärts und später nach Westafrika gelangt. In diesem Zusammenhang erwähnt Galpin auch die „Kru-Harfe“, für deren Entstehung er ebenfalls einen „äußeren Einfluss aus einem anderen Kontinent“ annimmt. Ein solcher konnte bislang nicht konkretisiert werden.

## Bauform und Klassifizierung
Bei den westafrikanischen Rahmenzithern werden eine dreieckige und eine halbrunde Rahmenform unterschieden, die an der unteren Spitze bzw. in der Mitte des gebogenen Stabes mit einer halben Kalebasse als Resonanzkörper verbunden sind. Die dreieckige Form bildet ein ungefähr gleichseitiges Dreieck aus zwei am unteren Ende verbundenen Stäben, die durch einen in ein seitliches Bohrloch an den äußeren Enden gesteckten dritten Stab gespreizt werden. Fünf bis zehn Saiten aus Pflanzenfasern verlaufen parallel zu dieser Querstange. Eine Variante der dreieckigen Form ist eine Astgabel wie bei der toa der Kissi. Instrumente mit Astgabeln besitzen eine direkt am beginnenden Hauptast angesetzte Kalebasse. Bei einer Konstruktion aus drei Stäben kann die untere Verbindungsstelle sichtbar sein oder die beiden Stäbe werden wie bei ostafrikanischen Schalenleiern durch zwei Löcher in die Kalebassenhalbschale gesteckt und in deren Innerem verbunden. Bei einem solchen, als „Kru-Harfe“ bezeichneten Exemplar aus der Elfenbeinküste, das 1902 in die Sammlung des Berliner Völkerkundemuseums gelangte, führen die beiden Seitenarme etwa im Winkel von 60° in die Kalebasse. Deren Durchmesser beträgt etwa 15 Zentimeter, die Höhe des aufgestellten Instruments 46 Zentimeter und seine Breite etwa 29 Zentimeter.
Die zweite Form aus einem zum Halbkreis gebogenen Saitenträger kommt ohne Querstange aus. Hier werden fünf Saiten zwischen den Enden der Stange parallel gespannt. 
Bei den Kissi bestehen die Saiten aus Lianenfasern, bei den Weh (Guere) in der Elfenbeinküste aus Raphiafasern. Die Saitenbefestigung ist eine Eigenheit der Rahmenzithern. Auf der einen Seite werden die Saiten durch ein Loch in der Stange geführt, dann zweimal um den Stab gewickelt und mit dem Ende unter die Umwicklung der benachbarten tieferen Saiten gesteckt. Am anderen Stab werden die Saiten zweimal umwickelt und verknotet. Zum Stimmen verschiebt der Musker die Wicklungen an diesem Stab in beiden Richtungen.
Die erste Klassifizierung der afrikanischen Saiteninstrumente unternimmt Bernhard Ankermann (1901) nach eigenen, von der Form des Saitenträgers und des Resonanzkörpers abgeleiteten Kriterien. Zwischen der ersten Gruppe (Musikbögen), der sechsten Gruppe (Pluriarc) und der elften Gruppe (Kerbstegzithern mvet) ist die „Harfe der Kru“ als siebte Gruppe einsortiert. Ankermann beschreibt die dreieckige Form, an deren Spitze ein halbierter Kürbis angebracht ist. Im Berliner Völkerkundemuseum befanden sich zu seiner Zeit Exemplare mit sechs und sieben Saiten.
Ankermanns Beschreibung der Rahmenzithern basiert auf Erkenntnissen, die der Schweizer Zoologe Johann Büttikofer bei seinen Expeditionen in Liberia in den 1880er Jahren gewann. Die allgemeine Darstellung afrikanischer Musikinstrumente übernahm Ankermann aus Leo Frobenius Habilitationsschrift Der Ursprung der afrikanischen Kulturen (1898). Dort findet sich unter der Überschrift „Die westafrikanischen Saiteninstrumente“ in Absatz 4 „Die Mandingo- und Kru-Laute“. Mit dem erstgenannten Namen bezeichnet Frobenius die aus einem halbkreisförmigen Stab bestehende Rahmenzither. Abgebildet ist ein Mandinka (Mandingo), der ein solches Instrument mit fünf Saiten in senkrechter Position und mit der Kalebasse vor die Brust gedrückt spielt. Die dreieckige „Kru-Laute“ war unter interessierten Europäern Ende des 19. Jahrhunderts bekannter, weil viele Kru seit langem als Seeleute für europäische Handelsschiffe arbeiteten und auch am transatlantischen Sklavenhandel beteiligt waren. Mit den Kru verbreitete sich die dreieckige Rahmenharfe entlang der gesamten westafrikanischen Küste und Frobenius gibt an, das abgebildete Exemplar in Banana an der Kongomündung erworben zu haben. Demnach gab es dreieckige Rahmenharfen mit fünf bis zehn Saiten. Frobenius vermutet eine Entwicklung vom einsaitigen Mundbogen über die halbkreisförmige mehrsaitige Rahmenzither, deren Stab in der Mitte, an der die Kalebasse befestigt ist, abgebrochen und dann durch die Querstange der dreieckigen Form stabilisiert worden sei.
Ankermann schreibt nicht wie Frobenius „Laute“, sondern „Harfe“. Die Bezeichnung als „(Kru-)Harfe“ ist im Fall des in der Literatur ab Ende des 19. Jahrhunderts erwähnten dreieckigen Saiteninstruments historisch begründet und nicht mit der Klassifizierung der Hornbostel-Sachs-Systematik vereinbar, da bei Harfen ein Resonanzkörper in die Konstruktion integriert ist und die Saiten rechtwinklig aus dessen Decke herauskommen. In der Literatur wird die biblische Leier kinnor bis heute gelegentlich als „Davidsharfe“ bezeichnet. Isidorus Hispalensis (um 560–636), Bischof von Sevilla, erklärte in seinen auf Latein verfassten Schriften, die biblische Leier, die er cithara barbarica nannte, habe zehn Saiten und die Form eines Delta, also eines gleichschenkligen Dreiecks. Diese Beschreibung wurde das Mittelalter hindurch abgeschrieben, so etwa von Notker dem Stammler im 9. Jahrhundert. Eine Abschrift hiervon aus dem 12. Jahrhundert fügt hinzu, Spielleute hätten die Saitenzahl erhöht und das Instrument rotta genannt (der althochdeutsche Name für eine Griffbrettleier wie die keltische crwth). Abbildungen aus dieser Zeit zeigen eine in diversen Varianten dreieckige „Harfenzither“, bei der die Saiten wie bei einer Harfe rechtwinklig aus einem langgestreckten Resonanzkasten herauskommen und zugleich wie bei einer Zither über ein Brett hinweg verlaufen. Ein solches Resonanzbrett an „Harfenzithern“ gab es offenbar im mittelalterlichen Spanien und Frankreich, weiter nördlich nicht. Dort war die gleichschenklige Dreiecksharfe ein Vorläufer späterer Harfen. Wie „Harfenzither“ ist „Rahmenpsalterium“ eine typologisch mehrdeutige Bezeichnung, letztere für die Rahmenzither der Kru, die Curt Sachs in seinem Reallexikon (1913) verwendet.
Da ein Resonanzbrett fehlt, gehört diese Instrumentengruppe ebenso wenig zu den Brettzithern (314) und damit auch nicht zur Untergruppe der Kastenzithern (314.122). Dort ist neben dem Hackbrett auch das Klavier eingeordnet und da die Klaviersaiten nicht am schwingenden Resonanzboden (Brett) und auch nicht an der hölzernen Verkleidung (Kasten), sondern an einem stabilen gusseisernen Rahmen befestigt sind, drückten Lars-Christian Koch und Ricarda Kopal (2014) ihre Kritik an der bisherigen Klassifikation mit dem Vorschlag aus, auch das Klavier den Rahmenzithern zuzuordnen. Das MIMO, ein Projekt, das sich unter anderem um die Erweiterung und Anpassung der Hornbostel-Sachs-Systematik bemüht, ist diesem Vorschlag bei seinen Überarbeitungen 2011 und 2017 nicht gefolgt. Das Prinzip der Klassifizierung von Hornbostel und Sachs ist das Kriterium der primären Tonerzeugung, das nur zur Untergliederung um Konstruktionsmerkmale erweitert wird. Beim Klavier erfolgt die Schwingungsübertragung von den Saiten auf den Resonanzboden (Brett) und nicht auf den Gussrahmen, während bei Rahmenzithern die Saitenschwingungen über den Rahmen an die Kalebasse weitergeleitet werden.

## Spielweise und Verbreitung

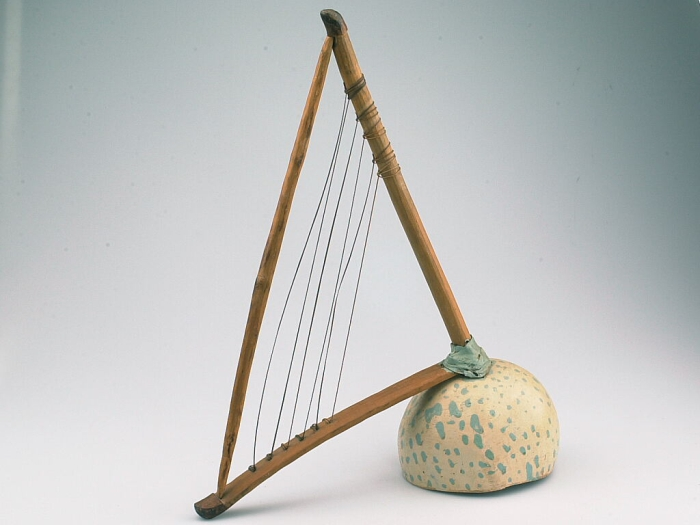
Bagida, dreieckige Rahmenzither der Kru mit sechs Saiten

Rahmenzithern sind bei einzelnen Ethnien an der westafrikanischen Küste von Guinea, Sierra Leone, Liberia bis in die Elfenbeinküste verbreitet. Allgemein werden bei der hauptsächlich vorkommenden dreieckigen Rahmenzither zwei unterschiedliche Spieltechniken angewandt. Nahezu alle Musiker halten die Kalebasse mit der Öffnung gegen den Körper und den Rahmen entweder in senkrechter oder waagrechter Position.

### Bagida
Die Kru in Liberia nennen ihre Rahmenzither bagida. Weitere überlieferte Namen für „Kru-Harfen“ sind kani, gambareh und oba. Zwei Exemplare, eines mit sechs und eines mit sieben Saiten, mit einem dreieckigen Rahmen und einer an der Spitze des Rahmens befestigten Kalebassenhalbschale gelangten in den 1880er Jahren aus Liberia ins Berliner Völkerkundemuseum. Das sechssaitige Instrument ist auf der Kalebassenöffnung stehend etwa 65 Zentimeter hoch und 47 Zentimeter breit. Der Durchmesser der Kalebasse beträgt etwa 22 Zentimeter. Die untere Verbindungsstelle der Seitenarme befindet sich außerhalb der Kalebasse.

### Koningei
Die Mende in Sierra Leone halten die Öffnung der Kalebasse gegen die Brust und die Rahmenkonstruktion mit den Saiten senkrecht nach vorn. Die Saiten ihrer koningei zupfen sie mit den Händen von beiden Seiten. Mit dem rechten Handgelenk halten sie den Rahmen auf der rechten Seite an der Spitze und mit den Fingern der linken Hand von oben das Querholz. Mittelfinger, Ringfinger und kleiner Finger der rechten Hand zupfen bei einer siebensaitigen Rahmenzither die drei höchsten Saiten, Daumen und Zeigefinger der linken Hand die vier längsten und tiefsten Saiten. André Schaeffner (1951) beschreibt die Handhaltung andersherum: Daumen und Zeigefinger der rechten Hand zupfen demnach von unten die vier tiefen Saiten, Zeigefinger und Mittelfinger der linken Hand zupfen die oberen Saiten.

### Toa, do
Die zweite Spieltechnik wenden die Musiker der mehrheitlich in Guinea lebenden Kissi bei der toa und die Weh in der Elfenbeinküste bei der do an. Der sitzende Musiker hält die in seinem Schoß liegende Kalebasse mit der Öffnung gegen den Bauch und das waagrechte Instrument mit beiden Händen an den Stangen. Mit dem Daumen, den Fingerkuppen aller Finger der rechten Hand oder mit einem Plektrum streicht er über alle Saiten, während er mit den Fingern der linken Hand durch leichten Druck die Saiten dämpft, die nicht erklingen sollen. Nach anderer Angabe streicht der Spieler der do mit den Fingern der linken Hand von oben über alle Saiten und dämpft mit Zeigefinger, Mittelfinger und Ringfinger der rechten Hand von unten die Saiten: abwechselnd die Saiten 1 (tiefste), 3 und 5, dann die Saiten 2, 4 und 6.
Die do besitzt sieben Saiten aus Raphiafasern an einem dreieckigen oder gegabelten Rahmen. Sie wird in den Dörfern zur abendlichen Unterhaltung solo oder zur Gesangsbegleitung, auch an Festtagen gespielt.
Beide Spieltechniken werden auch an afrikanischen Leiern angewandt. Bereits der Spieler der altgriechischen kithara strich mit einem Plektrum über alle Saiten und dämpfte einzelne Saite mit den Fingern, ebenso wird etwa die tanbura im Sudan gespielt. Die meisten ostafrikanischen Leiern werden wie die endongo in Uganda und die tom im Südsudan mit beiden Händen gezupft.

### Koning
Die koning der Kpelle in Liberia ist eine dreieckige Rahmenzither mit acht oder neun Saiten, die senkrecht vor der Brust gehalten wird. Die mit der koning gespielten Melodien assoziieren bestimmte Handlungen, etwa eine Frau beim Aussäen von Reis oder ein Raubtier, das seiner Beute nachjagt. Klänge geben in Afrika Stimmen wieder und manchen Musikinstrumenten werden menschliche Eigenschaften zugeschrieben. Eine tief klingende Saite einer Rahmenzither kann die Stimme der Mutter und die höher klingende Saite die ihres Kindes bedeuten. Auf einer Schallplattenaufnahme von 1972 imitiert die koning einen Leoparden, der im Regenwald auf Beutesuche ist. Von den neun Drahtsaiten dieses Instruments heißen die fünf höchsten nonii („Kinder“) und die vier tiefsten heena („Mütter“).
Daneben verwenden die Kpelle den Pluriarc gbegbetele mit einem Kalebassenresonator und Saiten aus Rattanfasern oder Metall. An den Bogenstäben des Pluriarc hängen metallene Rasseln herunter.
Pendelrasseln, die ein zusätzliches Geräusch produzieren, gehören auch zu anderen Rahmenzithern und sonstigen afrikanischen Musikinstrumenten. An die toa der Kissi werden wie bei der westafrikanischen Stegharfe bolon Metallbleche mit Rasselringen gehängt. Manchmal hält der Rahmenzitherspieler auch eine Gefäßrassel in einer Hand und erzeugt so durch die Bewegung beim Zupfen ein prasselndes Geräusch.

### Djourou
Die fünfsaitige djourou der Baule, Anyi und Deg (Degha, Mo) in der Elfenbeinküste kann aus einer Astgabel, einem halbkreisförmigen Stab oder manchmal aus drei Stäben in einem Dreieck gefertigt sein. Die Kalebassenhalbschale wird mit dem waagrechten Rahmen gegen den Bauch gehalten. Indem der Musiker, der üblicherweise nur zur eigenen Unterhaltung spielt, die Öffnung der Kalebasse direkt oder mit etwas Abstand vor seinen Bauch hält, kann er den Klang verändern.
Durch die leichte Bewegung der Kalebasse zum Körper hin und zurück ändern sich die Luftschwingungen im Resonanzkörper. Eine Schallplattenaufnahme von 1955 eines Bassa-Musikers in Liberia dokumentiert diese Spielweise bei einer dreieckigen Rahmenzither mit sechs Saiten, die passend Bassa belly harp („Bauch-Harfe“) genannt wird. Der Musiker hält die Kalebasse gegen seinen Bauch und wenn er sie gelegentlich etwas anhebt, entsteht ein „Wah-Effekt“. Diese Klangbeeinflussung gehört auch zum Spiel anderer afrikanischer Saiteninstrumente wie der kameruner Kerbstegzither mvet, der ostafrikanischen Stabzither zeze und ist darüber hinaus bei ähnlichen Stabzithern in Südostasien üblich (phin phia in Thailand, kse diev in Kambodscha).